# 7. ceremonia wręczenia nagród Gildii Aktorów Ekranowych
7. ceremonia wręczenia nagród Gildii Aktorów Ekranowych odbyła się 11 marca 2001 roku w Shrine Exposition Center w Los Angeles.

## Laureaci i nominowani
Laureaci nagród wyróżnieni są wytłuszczeniem

### Produkcje kinowe

#### Wybitny występ aktora w roli pierwszoplanowej
- Benicio del Toro − Traffic
  - Jamie Bell − Billy Elliot
  - Russell Crowe − Gladiator
  - Tom Hanks − Cast Away: Poza światem
  - Geoffrey Rush − Zatrute pióro

#### Wybitny występ aktorki w roli pierwszoplanowej
- Julia Roberts − Erin Brockovich
  - Joan Allen − Ukryta prawda
  - Juliette Binoche − Czekolada
  - Ellen Burstyn − Requiem dla snu
  - Laura Linney − Możesz na mnie liczyć

#### Wybitny występ aktora w roli drugoplanowej
- Albert Finney − Erin Brockovich
  - Jeff Bridges − Ukryta prawda
  - Willem Dafoe − Cień wampira
  - Gary Oldman − Ukryta prawda
  - Joaquin Phoenix − Gladiator

#### Wybitny występ aktorki w roli drugoplanowej
- Judi Dench − Czekolada
  - Kate Hudson − U progu sławy
  - Frances McDormand − U progu sławy
  - Julie Walters − Billy Elliot
  - Kate Winslet − Zatrute pióro

#### Wybitny występ zespołu aktorskiego w filmie kinowym
- Traffic
  - U progu sławy
  - Billy Elliot
  - Czekolada
  - Gladiator

### Produkcje telewizyjne

#### Wybitny występ aktora w miniserialu lub filmie telewizyjnym
- Brian Dennehy − Śmierć komiwojażera
  - Alec Baldwin − Norymberga
  - Brian Cox − Norymberga
  - Danny Glover − Pieśń wolności
  - John Lithgow − Don Kichot
  - James Woods − Nieczysta fotografia

#### Wybitny występ aktorki w miniserialu lub filmie telewizyjnym
- Vanessa Redgrave − Gdyby ściany mogły mówić 2
  - Stockard Channing − Prawda o Jane
  - Judi Dench − Ostatnia seksbomba
  - Sally Field − David Copperfield
  - Elizabeth Franz − Śmierć komiwojażera

#### Wybitny występ aktora w serialu dramatycznym
- Martin Sheen − Prezydencki poker
  - Tim Daly − Ścigany 2000
  - Anthony Edwards − Ostry dyżur
  - Dennis Franz − Nowojorscy gliniarze
  - James Gandolfini − Rodzina Soprano

#### Wybitny występ aktorki w serialu dramatycznym
- Allison Janney − Prezydencki poker
  - Gillian Anderson − Z archiwum X
  - Edie Falco − Rodzina Soprano
  - Sally Field − Ostry dyżur
  - Lauren Graham − Kochane kłopoty
  - Sela Ward − Once and Again

#### Wybitny występ aktora w serialu komediowym
- Robert Downey Jr. − Ally McBeal
  - Sean Hayes − Will & Grace
  - Kelsey Grammer − Frasier
  - Peter MacNicol − Ally McBeal
  - David Hyde Pierce − Frasier

#### Wybitny występ aktorki w serialu komediowym
- Sarah Jessica Parker − Seks w wielkim mieście
  - Calista Flockhart − Ally McBeal
  - Jane Kaczmarek − Zwariowany świat Malcolma
  - Debra Messing − Will & Grace
  - Megan Mullally − Will & Grace

#### Wybitny występ zespołu aktorskiego w serialu dramatycznym
- Prezydencki poker
  - Ostry dyżur
  - Prawo i porządek
  - Kancelaria adwokacka
  - Rodzina Soprano

#### Wybitny występ zespołu aktorskiego w serialu komediowym
- Will & Grace
  - Ally McBeal
  - Frasier
  - Przyjaciele
  - Seks w wielkim mieście

### Nagroda za osiągnięcia życia
- Ossie Davis i Ruby Dee